# Escalafó
L'escalafó consisteix en la llista de rangs en què s'agrupen les persones integrades en una institució. Aquests rangs poden definir funcions jeràrquiques, administratives, operatives, o ser tan sols un element honorífic. Cada rang o càrrec dins d'un escalafó pot anar acompanyat de títols, símbols i distincions, que dependran sempre de l'organització que ho defineixi.

## Civils
L'escalafó es defineix en termes civils com el grau de lloc que poden anar adquirint, és a dir, que aquests poden anar augmentant els seus nivells. En alguns llocs es percep com un tabú o criteri a no tenir en compte.

## Militars
L'escalafó militar és la llista i ordre dels rangs en què s'agrupa el personal d'unes forces armades, definint les relacions de comandament i les funcions a exercir per part del seu personal.